# Gitaarconcert (Villa-Lobos)
Het Gitaarconcert of te wel Concerto para violão (e pequena orquestra) is een compositie van Heitor Villa-Lobos.
Het gitaarconcert hebben we te danken aan een vasthoudende gitarist Andrés Segovia die er bij Villa-Lobos op aan bleef dringen dat hij een concerto voor gitaar voor hem schreef. De twee kenden elkaar al sinds 1923/1924, toen de twee een feest bijwoonden en beiden pochten over hun kunnen op het muziekinstrument. Segovia schakelde zelfs Arminda, mevrouw Villa- Lobos, in om zijn zin te krijgen. In 1951 vroeg de componist zijn vrouw om een gitaar; hij had jeuk aan zijn hand en wilde dat met gitaarspel wegkrijgen. Het resultaat was een Fantasia concerto, maar een cadens zat er niet in. Segovia weigerde het vervolgens te spelen en werd helemaal kwaad toen de Braziliaanse componist wel een cadens schreef voor zijn harpconcert. Later schreef Villa-Lobos speciaal voor hem de Cadência en samen met de fantasia zou dat resulteren in het gitaarconcert zoals dat nu bekend is. Sommige uitgaven geven die cadens nog steeds apart uit. Segovia gaf de première van het totale werk op 6 februari 1956; hij werd in Houston begeleid door het Houston Symphony Orchestra onder leiding van de componist.
Het werk kent een driedelige opzet (snel-langzaam-snel):
- Allegro preciso
- Andantino a andante – Cadência
- Allegro non troppo – Vivo

In deel 1 strijden twee thema’s met elkaar. Villa-Lobos gebruikte daarbij voor het tweede een melodietje uit noordoost Brazilië. Het tweede deel kent een korte introductie, dan een afwijkende middensectie, weer terug naar het begin en mondt vervolgens uit in de cadens. In deel 3 schroeft de componist de componist de benodigde virtuositeit op mede door verschillende modulaties.
Villa-Lobos zag zich geconfronteerd met de moeilijkheid om de relatief zacht klinkende gitaar te laten begeleiden door een (relatief groot en luid) orkest; hij hield de orkestratie daarom beperkt: 
- sologitaar
- 1 dwarsfluiten, 1 hobo, 1 klarinetten, 1 fagot
- 1 hoorn, 1 trombones,
- violen, altviolen, celli, contrabassen

Van het concert zijn talloze opnamen voorhanden. De opname van Julian Bream uit 1972, begeleid door het London Symphony Orchestra onder leiding van André Previn werd onderscheiden met een Grammy Award.